# Кивач (заповедник)
Кива́ч (карел. Kivaččun luonnonpuisto, фин. Kivatsun luonnonpuisto) — государственный природный заповедник, центральным объектом которого является одноимённый водопад.
Заповедник расположен на территории Кондопожского района Республики Карелия.

## История
Кивач — один из старейших заповедников России, создан 11 июня 1931 года при Академии наук СССР для охраны природы русского севера и решения практических задач хозяйствования. Начиная с послевоенного времени и до сих пор, заповедник выполняет не только природоохранные, но и научно-исследовательские и эколого-просветительские задачи. Здесь постоянно ведутся работы по изучению природных комплексов Карелии. Занимает площадь 10 930 га. Вокруг заповедника создана охранная зона общей площадью 6 213 га.

## Природа
В заповеднике преобладают лесные ландшафты с еловыми и сосновыми лесами. Как природная достопримечательность, наряду с водопадом, упоминается Сопохский бор, где сохранились деревья возраста до трёх с половиной веков. В низинах между кристаллическими грядами (сельгами) расположены малые лесные озёра-ламбы. На Падозере, крупнейшем в заповеднике, много островков моренного происхождения.

## Климат
Климат характеризуется продолжительной, значительно-морозной зимой и коротким летом. Среднегодовая температура воздуха — 2,4 °C. Средняя продолжительность безморозного периода составляет от 104 до 153 дней. Продолжительность вегетационного периода — 90 дней.
Среднегодовое количество осадков составляет около 650 мм. Количество дней со снежным покровом в среднем 166 (11 ноября — 25 апреля), иногда до 200. Среднемесячная температура января −11.4 °С, июля +15.6 °С. Весной и, особенно, осенью погода неустойчива. От установления первого до образования устойчивого снежного покрова проходит в среднем 26 дней. Крайние даты установления снежного покрова 19 октября — 12 декабря. От начала его разрушения до полного схода в лесу проходит в среднем 7 дней.

## Флора и фауна
На территории заповедника зарегистрировано 216 видов птиц. На его территории встречается около 569 видов сосудистых растений. В фауне заповедника насчитывается 47 видов млекопитающих. Имеется 3 вида рептилий и 5 видов земноводных. На территории заповедника отмечено постоянное обитание 18 видов рыб. В фауне преобладают типично таёжные виды, но по окраинам можно встретить и «гостей» из более южных краёв: обыкновенную полёвку, перепела, серую куропатку, коростеля, обыкновенную пустельгу, иволгу, остромордую лягушку и других.

## Посещение
Организованным группам туристов разрешено посещение известного в Европе водопада Кивач и других маршрутов. Ежегодно в заповеднике бывает более ста тысяч человек. Вход на территорию заповедника и осмотр водопада «Кивач» — по билетам. В заповеднике изучают влияние антропогенного фактора, в том числе ограниченного и контролируемого туризма, на природные комплексы, разрабатывают меры по ослаблению этого влияния.

## Галерея

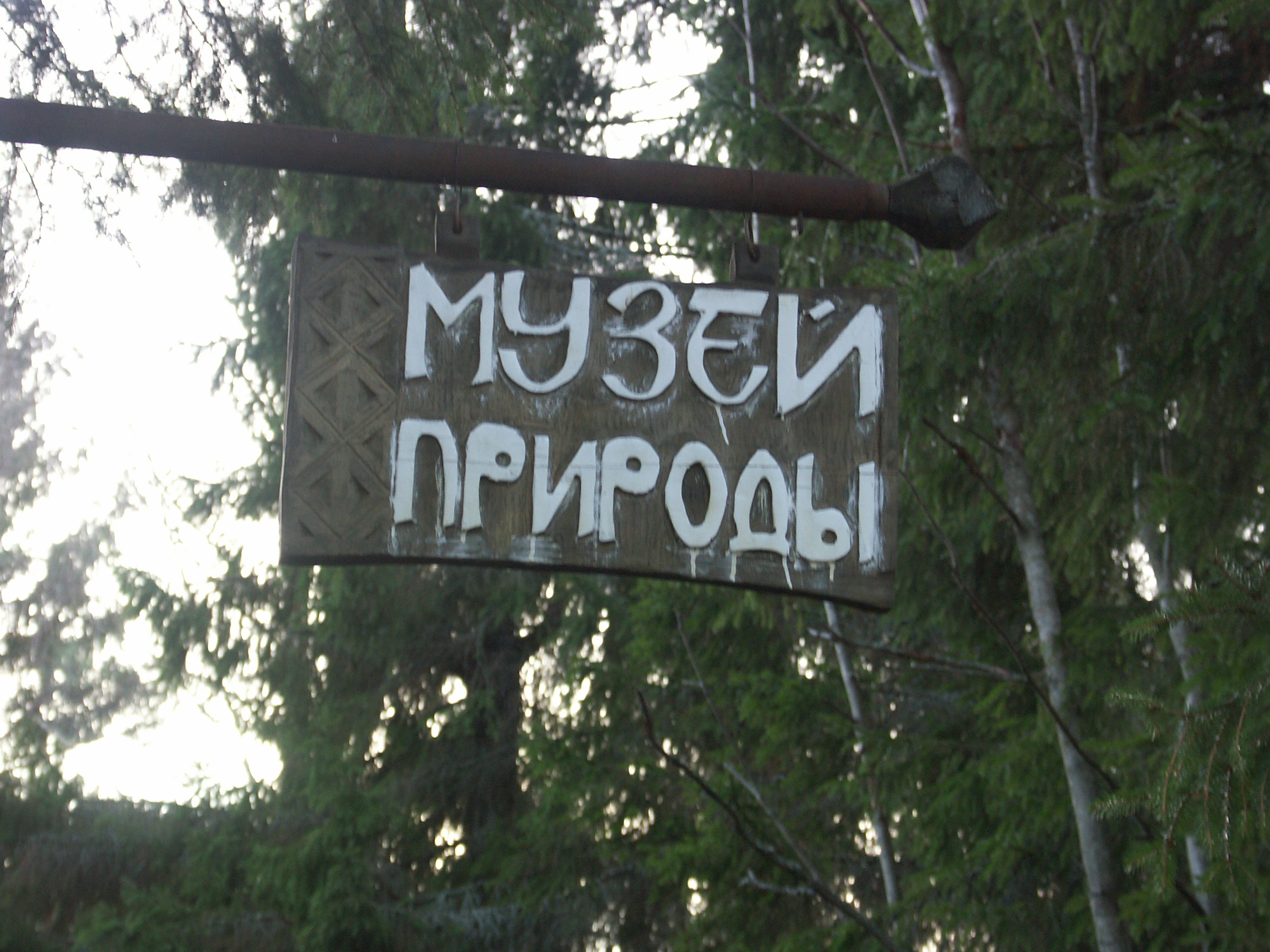
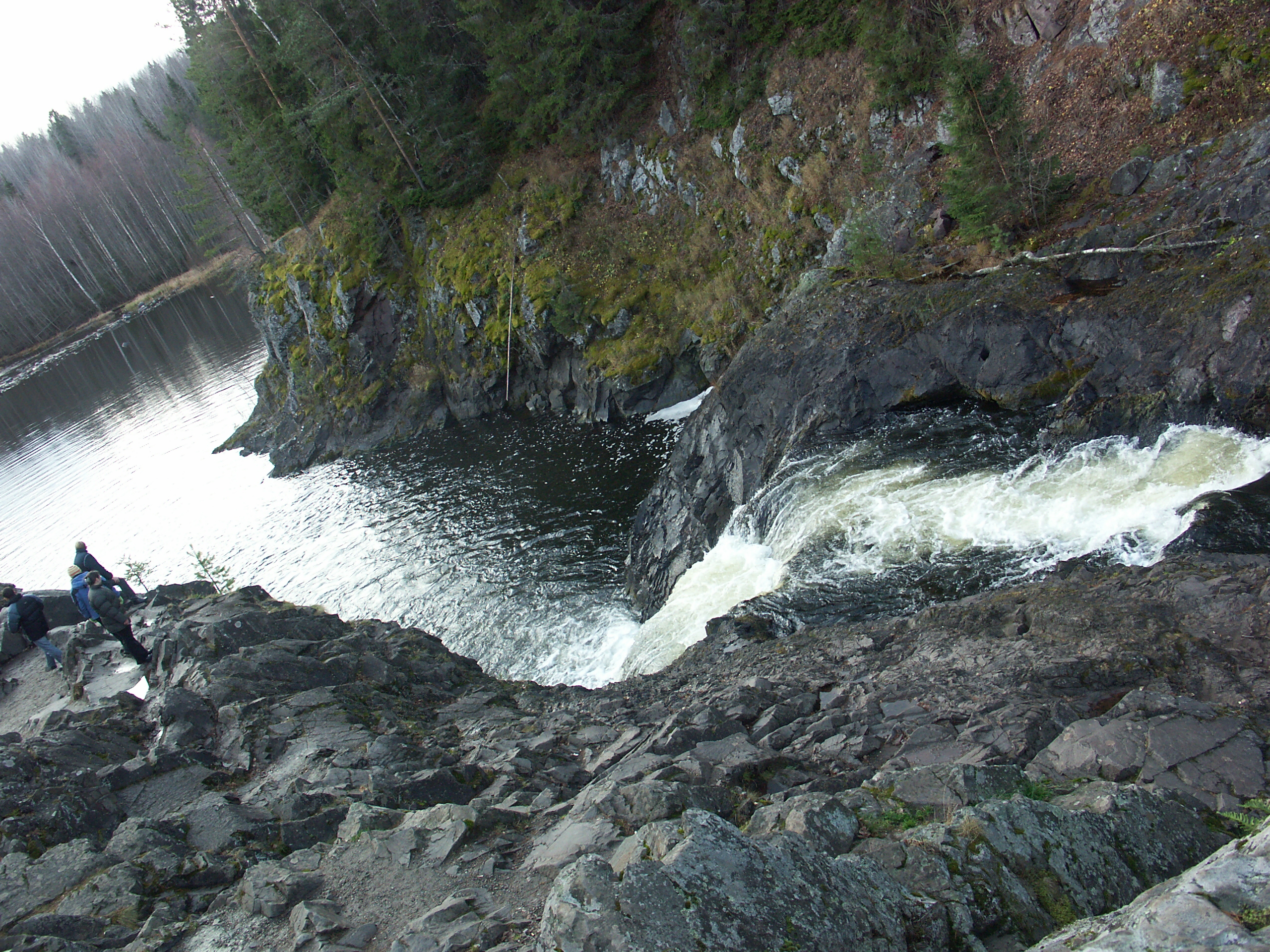
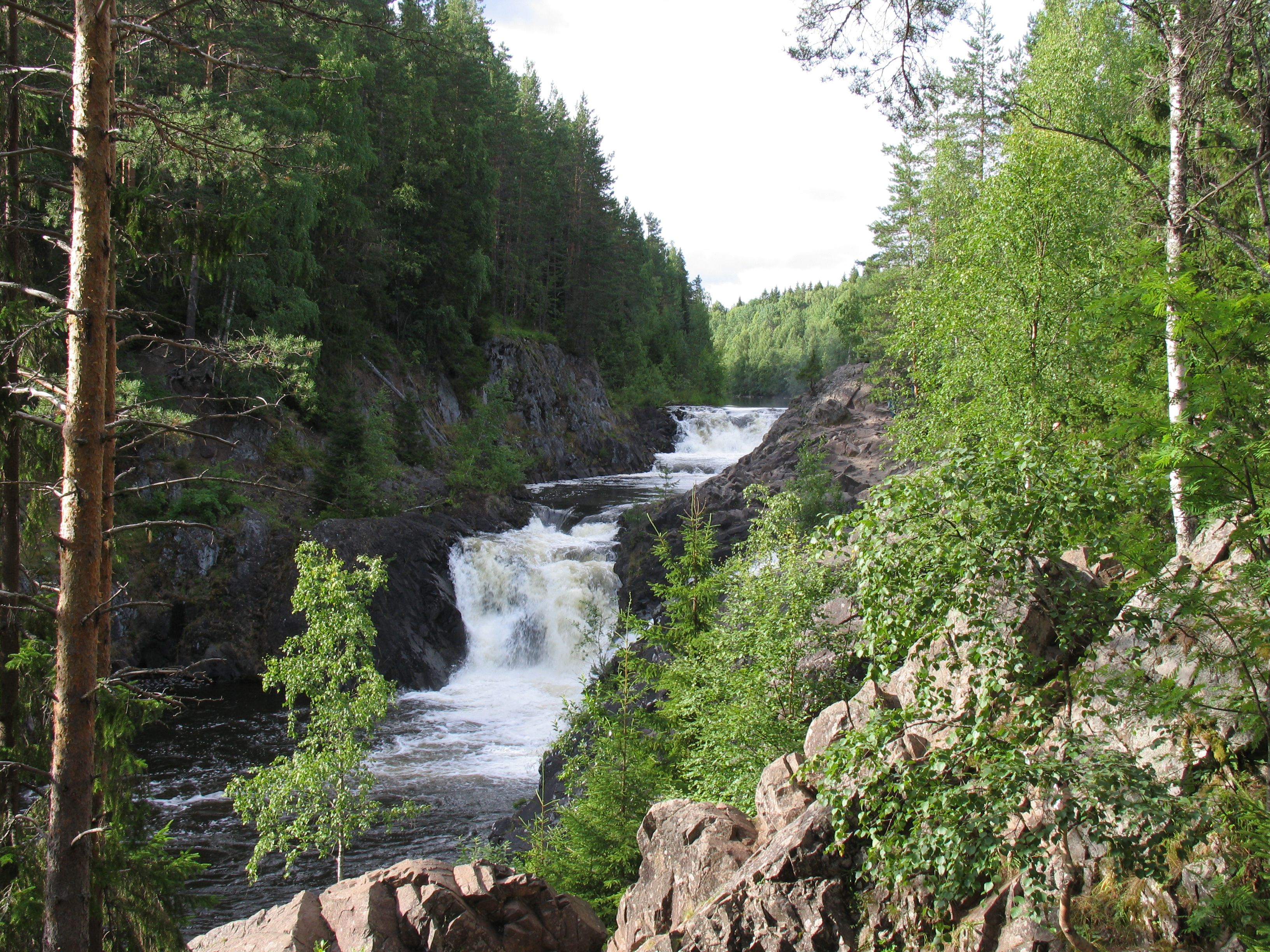
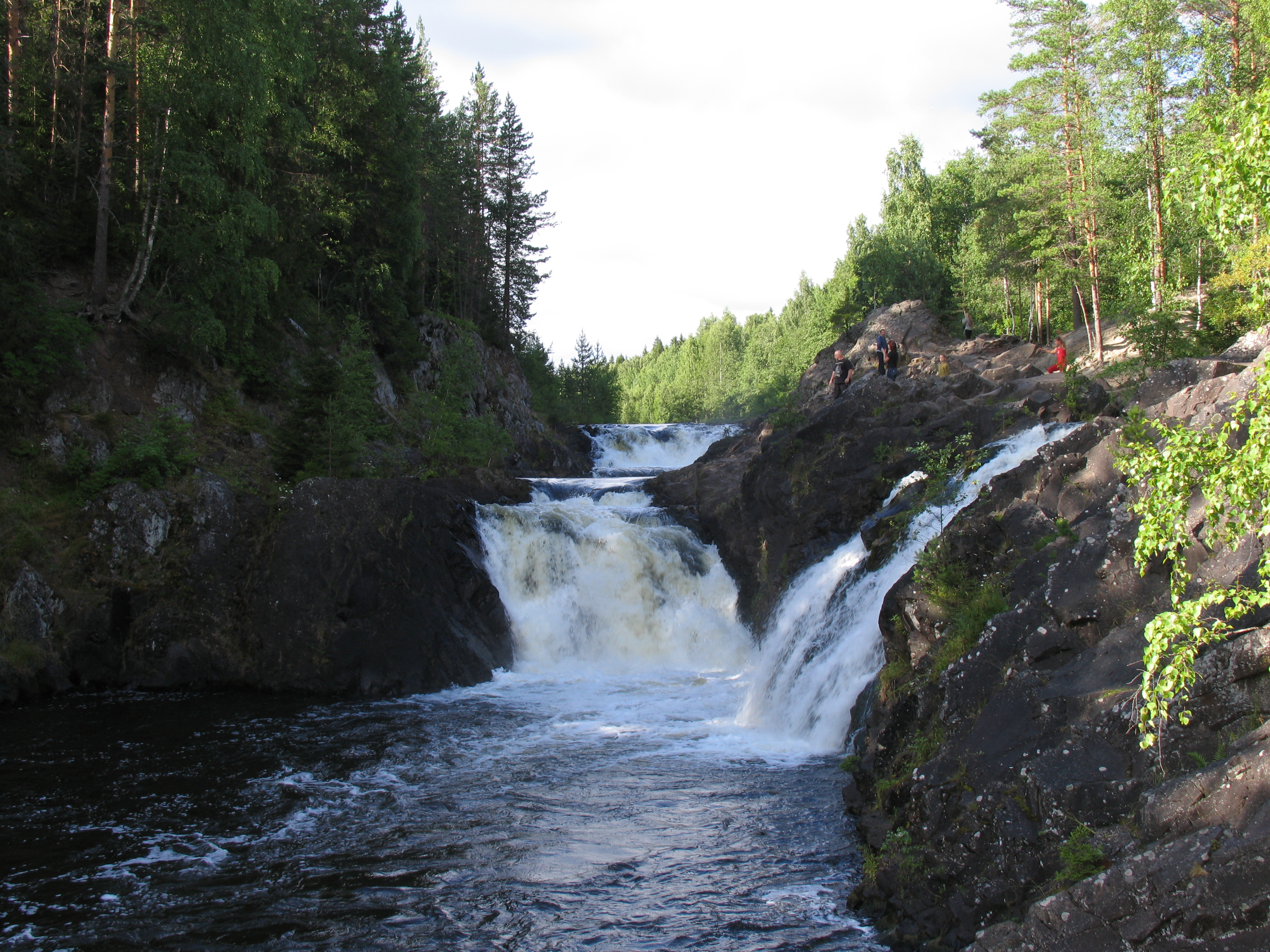
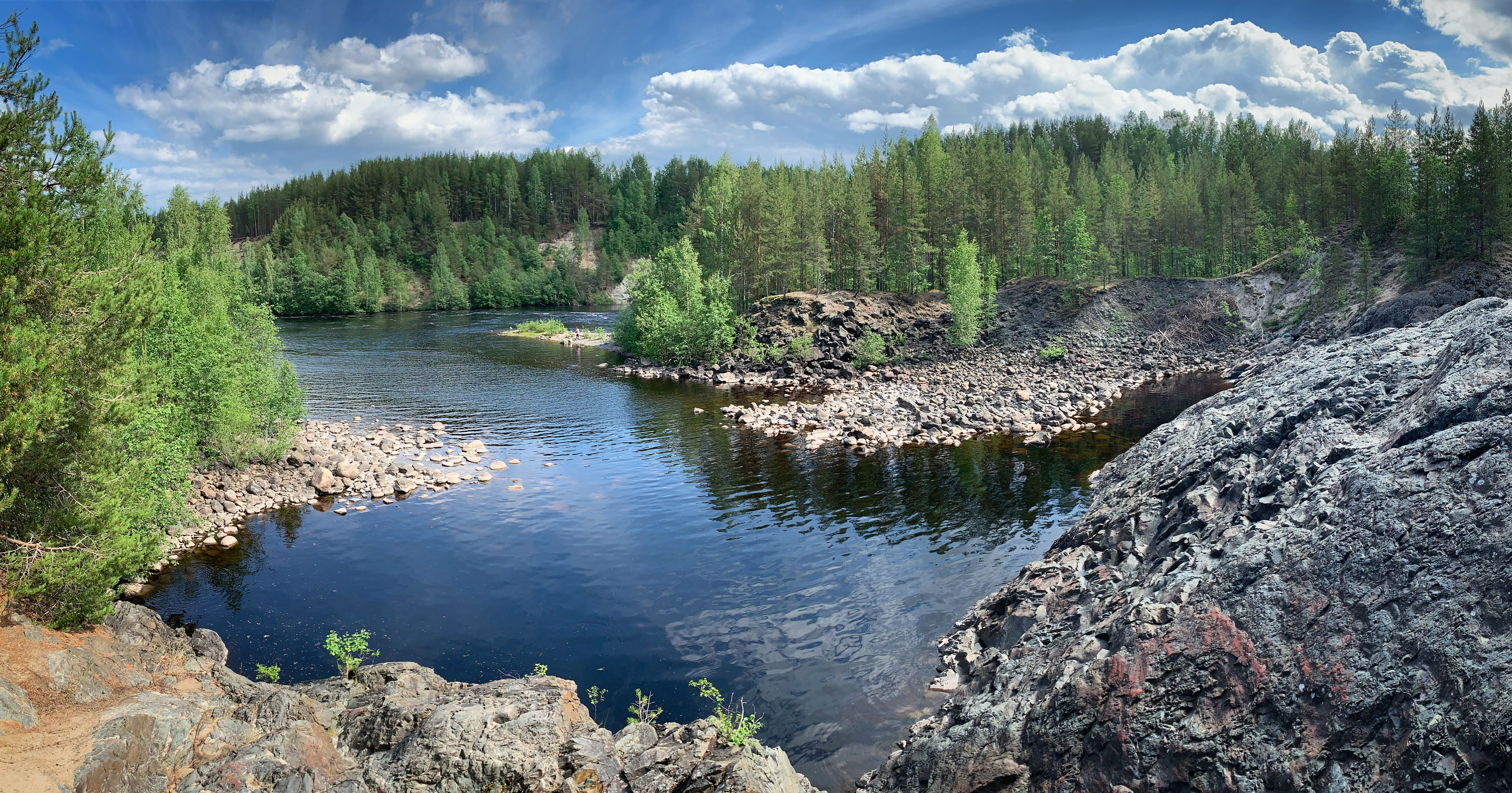